# Cryptoparlatoreopsis meccae
Cryptoparlatoreopsis meccae är en insektsart som först beskrevs av Hall 1927.  Cryptoparlatoreopsis meccae ingår i släktet Cryptoparlatoreopsis och familjen pansarsköldlöss. Inga underarter finns listade i Catalogue of Life.